# Криптос

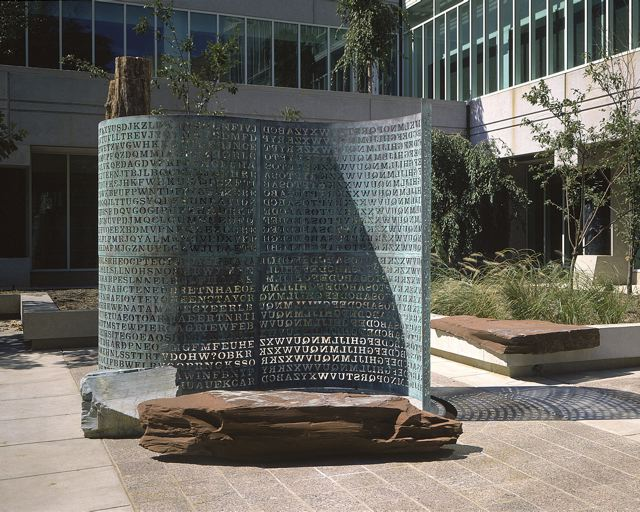
Криптос біля штабу ЦРУ в Ленглі, штат Вірджинія

Криптос (англ. Kryptos) — скульптура з зашифрованим текстом. Робота американського художника Джеймса Санборна, розташована перед центральним офісом ЦРУ в Ленглі, штат Вірджинія. Починаючи з моменту відкриття скульптури, 3 листопада 1990 року, навколо неї постійно ходять дискусії про розгадки зашифрованого повідомлення. Незважаючи на те, що з моменту встановлення пройшло більше 28 років, текст послання все ще далекий від розшифровки. Світове співтовариство криптоаналітиків, нарівні з працівниками ЦРУ і ФБР, за весь цей час змогли розшифрувати тільки перші три секції. Досі не розшифрованими залишаються 97 символів останньої частини (відомої як К4). Четверта частина, що залишилась, є однією з найвідоміших у світі нерозв'язаних проблем.

## Загальні відомості
Роботи з встановлення скульптури почалися в 1989 році і тривали до листопада 1990 року. По причині того, що Санборн не мав достатніх знань із криптографії, він звернувся за допомогою до Еда Шейдта, який нещодавно закінчив свою діяльність  голови криптографічного центру Ленглі. Ще до закінчення робіт деякі ентузіасти намагалися пробратися в майстерню Санборни й сфотографувати Криптос.
Монумент в основному складається зі скам'янілого дерева, білого кварцу, залізобетону й міді. Головна частина Криптоса розташована у дворі кав'ярні північно-західної частини нової штаб-квартири ЦРУ. Назва «Криптос» походить від грецького слова «таємний». Найбільш відомий фрагмент скульптури — більша, вертикальна, S-подібна мідна плита, яка нагадує сувій, де й знаходиться зашифрований текст. Внизу розкидані великі шматки граніту, що формують невеликий фонтан. Сам шифротекст складається з літер латинського алфавіту та кількох питальних знаків. Напис на сувої складається з чотирьох секцій. Загальна кількість символів — 865. Товщина мідного листа — 13 мм.
Вартість пам'ятника — 250 тисяч доларів.

## Спроби розшифровки
Після відкриття скульптури Криптос відразу потрапив в центр загальної уваги. Не тільки відомі криптоаналітики, але й любителі криптографії почали розшифровувати текст. За перші сім років так і не були розшифровані секції К1, К2 і К3, що дуже здивувало Санборна. За його словами, у міру просування завдання по розшифровці значно ускладнювалася. Вперше Криптос вдалося розшифрувати працівникові ЦРУ  Девіду Стейну  (англ. David D. Stein). За його словами, він провів понад 400 годин особистого часу над секціями. У лютому 1998 року він представив своє відкриття співробітникам ЦРУ, проте новина про розшифровку не була допущена в пресу. Через півтора року відомий криптоаналітик з Лос-Анджелеса Джеймс Гіллоглі, використовуючи домашній комп'ютер і свою власну програму, розшифрував три секції. Як тільки новина про успіх Гіллоглі була опублікована в ЗМІ, ЦРУ розсекретила дані про дослідження Стейна.

## Структура шифру
В першій секції, К1, використовується модифікований Шифр Віженера. Ключовими словами, які допомогли визначити заміщення, є KRYPTOS і PALIMPSEST, помилкове ключове слово в даному випадку — IQLUSION.
Шифрування К2 здійснюється за допомогою букв праворуч. Тут, автор застосував прийом. Санборн використав символ Х між пропозиціями, що ускладнює процес розкриття. Ключовими словами тут є KRYPTOS і ABSCISSA, а помилкове ключове слово — UNDERGRUUND.
Інший криптографічний метод був застосований у секції К3 — це транспозиція. Всі символи пов'язані й можуть бути розшифровані тільки відкриттям комплексних матриць і математичних методів, що описують їх позицію. Там також є помилкове ключове слово — DESPARATLY, а останнє речення anything Can you see?  закрито в смислові дужки символами Х і Q.
Санборн спочатку зробив четверту секцію, К4, більш криптостійкою. Ціле речення з К3 говорить про те, що текст К4 — це не стандартна англійська й вимагає більш глибокого криптоаналізу. Помилкові слова можуть бути ключем до розкриття секції, але також є ймовірність того, що для розкриття четвертої секції доведеться «використовувати» інші підказки скульптури — азбуку Морзе на одному з каменів, компас і маленький фонтанчик.
Шифр був влаштований так, що рішення перших трьох секцій не призвело б до швидкого розкриття четвертої.
Після більш пізньої розшифровки виникла версія, що К-2 закінчується не «id by rows», а «id layer two» (англ. ID слой два). Санборн стверджує, що знадобиться якийсь «другий рівень криптографічних знань» для розшифровки останньої частини.
К3 перефразовує запис із щоденника антрополога Говарда Картера, який в 1922 році відкрив гробницю фараона Тутанхамона, закінчується словами «anything Can you see?».
Останні 97 символів частини К4 досі не розшифровані. Але Санборн дав підказку газеті The New York Times: символи секції К4 з 64 по 69 (NYPVTT) після розшифровки — BERLIN. У листопаді 2014 року Санборн дав другу підказку: символи секції К4 з 70 74 (MZFPK) після розшифровки — CLOCK. Отримане словосполучення (BERLIN CLOCK) може вказувати на Берлінський годинник (англ. Mengenlehreuhr). Підказка, за збігом, була дана до 25-річчя падіння Берлінської стіни.
Шифр був влаштований так, що рішення перших трьох секцій не привело б до швидкого розкриття четвертої.
К1 — це текст автора:

«Between subtle shading and the absence of light lies the nuance of iqlusion.»

В даному випадку слово iqlusion — навмисна помилка, а вся секція перекладається як:

«Між затемненням і відсутністю світла лежить нюанс ілюзії.»

К2 — це текст телеграфної передачі, в якому є і координати, й дані про магнітне поле. Точки координат ведуть до місця в декількох сотнях кроків від скульптури, однак там нічого пов'язаного з шифром виявлено не було. Дешифрований текст:

«It was totally invisible. How's that possible? They used the Earth's magnetic field. X The information was gathered and transmitted undergruund to an unknown location. X does langley know about this? They should.It's buried out there somewhere. X who knows the exact location? Only W.W this was his last message. The X thirty-eight degrees fifty-seven minutes six point five seconds north seventy-seven degrees eight minutes forty-four seconds West id by rows.»

Переклад цього тексту приблизно наступний:

«Він був абсолютно невидимий. Як це можливо? Використовувалося магнітне поле Землі. Інформація була отримана і передана під землю [або за допомогою підземних комунікацій] в невідоме місце. Чи знають про це в Ленглі? Він десь там заритий. Хто знає точне місце розташування? Тільки WW. Ось його останні повідомлення. Тридцять вісім градусів п'ятдесят сім хвилин шість цілих п'ять десятих секунд північної широти, сімдесят сім градусів вісім хвилин сорок чотири секунди західної довготи. ID біля рядів.»

## Цікаві факти
- Бізнесмен з Мічигану продав свій бізнес по створенню ПЗ тільки для того, щоб приділити час розтину (злому) шифру.[10]
- 1300 чоловік з групи на Yahoo намагалися колективним чином просунути роботу над дешифруванням, перебираючи різноманітні варіанти, від комплексної математики до астрології.
- Ренді Томпсон, ще один з фанатів Kryptos, створив і підтримує один із найбільш інформативних сайтів з цієї тематики. За його словами, він витратив три роки на те, щоб дешифрувати К4.
- У 2005 році Джеймс Санборн спростував теорію» Дена Брауна, яка стверджує, що літери WW з секції К3 можуть бути перевернуті в ММ, що означають «Марія Магдалена».[11]
- За словами Санборна, єдиною людиною, з якою він поділився текстом К4, є колишній директор ЦРУ — Вільям Вебстер (William Webster). На підтримку цієї теорії говорить ще й той факт, що розшифрований текст К3 містить слова «Who knows the exact location only WW». У 2005, після історії з Брауном, Санборн підтвердив, що ці літери відносяться до Вебстера, а не Марії Магдалени. А в 1999 сам Вебстер розповів у газеті New York Times, що рішення «в однаковій мірі й очевидне, й філософічне».[12]
- З приводу розгадки шифру Санборн говорить, що він прийняв всі необхідні заходи до того, що навіть після його смерті не буде існувати жодної людини, яка знає повне рішення загадки. Джеймс також стверджує, що навіть він не знає повного рішення, але якщо загадка Криптоса буде розгадана, то ціна і важливість цієї скульптури можуть різко зменшитися. На думку Сандерса, таке може трапитися з будь-яким твором мистецтва, якщо воно втратить елемент загадковості і таємничості.